# Jerzy Truchliński
Jerzy Józef Truchliński (ur. 1939, zm. 20 lipca 2021) – polski zootechnik, profesor nauk rolniczych.

## Życiorys
W 1993 r. habilitował się na podstawie pracy zatytułowanej pt. Stymulacyjne działanie subtoksycznych dawek pestycydów fosforoorganicznych na reakcje transaminacji aminokwsów w komórkach ssaków in vitro, w 2003 r. otrzymał tytuł profesora nauk rolniczych.
Został pracownikiem naukowym w Katedrze Biochemii i Toksykologii na Wydziale Biologii i Hodowli Zwierząt Uniwersytetu Przyrodniczego w Lublinie, w Wyższej Szkole Nauk Społecznych w Lublinie, oraz w Wyższej Szkole Społeczno-Przyrodniczej im. Wincentego Pola w Lublinie.